# أرتور كوغان
أرتور كوغان (بالعبرية: ארטור קוגן‏) هو لاعب شطرنج إسرائيلي، ولد في 29 يناير 1974 في تشيرنوفتسي في أوكرانيا.

## وصلات خارجية
- الموقع الرسمي
- أرتور كوغان على موقع الاتحاد الدولي للشطرنج (الإنجليزية)
- أرتور كوغان على موقع مباريات الشطرنج (الإنجليزية)
- أرتور كوغان على موقع 365Chess.com (الإنجليزية)
- أرتور كوغان على موقع Chesstempo.com (الإنجليزية)
- أرتور كوغان على موقع الاتحاد الأمريكي للشطرنج (الإنجليزية)